# Blades of Time
Blades of Time (с англ. — «Клинки Времени») — компьютерная игра в жанре приключенческого боевика, разработанная компанией Gaijin Entertainment и изданная компаниями Konami, Gaijin Entertainment и Iceberg Interactive на платформах Windows, PlayStation 3, Xbox 360, macOS и Nintendo Switch. Является духовным наследником «Ониблэйд».

## Сюжет
Аюми — бесстрашная охотница за сокровищами, она ловкая и сильная воительница. Её сопровождает друг — брутальный силач Зеро, управляющийся с огромным двуручником как с тростинкой. В поисках ценных трофеев девушка отправляется на таинственный и, конечно же, полный опасностей остров через особую сферу. Как выяснилось, это место богато не только сокровищами — здесь столкнулись в противоборстве силы Хаоса и Небесных Стражей. Помимо этого на остров угодила целая команда солдат удачи во главе с Мишель, коллегой и конкуренткой Аюми. А скоро Аюми поймёт, что остров скрывает множество древних тайн и может подарить множество навыков и способностей. Заручившись поддержкой Духа Драконов, девушка должна найти способ расправиться с целой армией кровожадных злодеев, избежать множества хитроумных смертельных ловушек, спасти друзей и вырваться из цепких объятий мистического острова.

## Геймплей
Blades of Time — игра в жанре приключенческого боевика с видом от третьего лица. Героиня участвует в схватках, решает загадки и исследует мир. В сражениях Аюми использует клинки, винтовку с неограниченными патронами, а также различные магические умения. На просторах неведомой реальности периодически находятся алтари. Они даруют Аюми сверхъестественные способности. Аюми превращает врагов в ледяные статуи, сжигает их заживо, отталкивает силовым ударом. Каждое заклинания включает в себя несколько этапов развития и улучшения.
В игре очень часто придётся использовать фокусы со временем и пространством. Стоит нажать соответствующую кнопку и происходящее «отматывается» в обратном направлении. После этого на арене появляется двойник героини, который повторяет все её действия.
На протяжении всей игры стоит уделять внимание исследованию локаций, они могут скрывать потайные места, где находятся сундуки. В них могут оказаться весьма ценные предметы для героини: новые мечи, усиленная бижутерия и магические предметы.

## Дополнение
21 апреля 2012 года вышло DLC под названием Blades of Time: Dismal Swamp (рус. Клинки Времени: Мрачное Болото).

## Сборник
18 мая 2012 года вышел сборник под названием Blades of Time: Limited Edition (рус. Клинки Времени: Ограниченное Издание) включающий в себя оригинальную игру Blades of Time (рус. Клинки Времени), карту Sky Islands (рус. Небесные Острова), дополнение Dismal Swamp (рус. Мрачное Болото), SoundTrack (саундтрек), ArtBook (артбук) и пакет эксклюзивных обоев для рабочего стола.

## Отзывы и продажи
| Сводный рейтинг | Сводный рейтинг |
| Агрегатор       | Оценка          |
| --------------- | --------------- |
| GameRankings    | 55,00 %         |

Летом 2018 года, благодаря уязвимости в защите Steam Web API, стало известно, что точное количество пользователей сервиса Steam, которые играли в игру хотя бы один раз, составляет 151 143 человека.